# Gemeentewet
Voor de wetgeving in Vlaanderen, zie het artikel Gemeentedecreet, vervangen door het Decreet Lokaal Bestuur. Voor de oude Belgische wet van 1836, zie Gemeentewet (België).
De Gemeentewet verwijst naar een tweetal Nederlandse wetten dat de staatsrechtelijke inrichting, het bestuur en de financiële huishouding van gemeenten regelt. De eerste wet was de Gemeentewet 1851, deze werd in 1994 vervangen door de Gemeentewet 1992. Het is een zogenaamde organieke wet op grond van artikel 107 van de Grondwet. De oorspronkelijke wet werd ontworpen door staatsman en hoogleraar Thorbecke en was een voortvloeisel van de Grondwet van 1848, die onder leiding van Thorbecke tot stand was gekomen.  
Met de Gemeentewet kwam een einde aan het wettelijke onderscheid tussen steden en dorpen en vervielen de laatste privileges die steden nog genoten op grond van feodale stelsels, zoals het heffen van poortgeld. Kenmerkende rechten die in de feodaliteit waren opgebouwd en in veel Nederlandse steden golden, werden in de nieuwe wet overgenomen, zoals het recht van zelfbestuur, het opstellen van plaatselijke verordeningen en handhaving door plaatselijke politie. In heel Nederland werd het principe van de democratie ingevoerd en dat van de machtenscheiding; de laatste resten van het systeem van een absoluut heersende vorst, dat in Frankrijk na de revolutie als l'ancien régime werd bestempeld, werden afgeschaft. De rechtspraak in het burgerlijk recht en strafrecht werd uit handen van de steden genomen en centraal geregeld.  
Uitgangspunt van de Gemeentewet van 1851 was dat een door de meerderjarige mannen van de plaatselijke bevolking gekozen gemeenteraad als hoogste orgaan voor het gemeentelijk grondgebied verordeningen vaststelt en via de begroting middelen beschikbaar stelt. De burgemeester werd benoemd. Het college van burgemeester en wethouders (B&W) was als dagelijks bestuur binnen de kaders van de Gemeentewet en de regels voor de centrale rijksoverheid belast met de huishouding van de gemeente en het uitvoeren van wetten (het zogenaamde medebewind). De burgemeester was hoofd van de politie.  
Onder minister Ien Dales en staatssecretaris Dieuwke de Graaff-Nauta werd in 1992 de Gemeentewet in zijn geheel herzien. De herziening trad in werking in 1994. Haar oorsprong lag decennia eerder bij onder meer de commissie Van Kinschot in 1977. 
Bij de Dualiseringswet uit 2002 werd het monistische karakter van de Gemeentewet aangepast tot een meer dualistisch karakter. Dit houdt in dat, naar analogie van kabinet en parlement in het landsbestuur, burgemeester en wethouders enerzijds en gemeenteraad anderzijds meer onafhankelijk van elkaar functioneren, waarbij de gemeenteraad burgemeester en wethouders controleert.

## Uitvoering door de gemeente
Om als gemeente de opgedragen taken te kunnen uitvoeren en eigen beleid te kunnen maken moet er een gemeentebestuur zijn dat besluiten kan nemen. Door de gemeentewet toe te passen krijgen de raadsleden en leden van het college van B&W de mogelijkheid dat in hun eigen rol op democratische wijze te doen. Raadsleden kunnen door de wet gebruikmaken van onafhankelijke gegevens van de rekenkamer, de ombudsman/commissie en de accountant.
Naast de in de wet geregelde ondersteuning door de gemeentesecretaris en raadsgriffier kunnen er door het college van B&W meer ambtenaren worden aangesteld om besluiten voor te bereiden en uit te voeren. 
De gemeentewet levert verder de basis voor:
- enkele specifieke bevoegdheden van raad, college van B&W en de burgemeester (o.a. openbare orde)
- de begroting, financiële administratie en jaarrekening
- het heffen van lokale belastingen
- de samenwerking met andere overheden
- het toezicht door de Rijksoverheid en de Provincie
- enkele uitvoeringsinstrumenten zoals bestuursdwang

## Activiteiten

### Gemeenteraad
- (meestal) maandelijks of tweewekelijks een raadsvergadering waar besluiten worden genomen
- (meestal) maandelijks of tweewekelijks raadscommissievergaderingen waar besluiten worden voorbereid.
- jaarlijks een begroting en jaarrekening vaststellen
- dagelijkse ondersteuning van de raad door de griffier
- maandelijks uitvoeren rechtspositieregeling raads- en commissieleden

### College van B&W
- dagelijks bestuur door de burgemeester en de wethouders
- (meestal) wekelijks een vergadering van het college van B&W waar besluiten worden genomen
- (meestal) maandelijks of tweewekelijks informeren van de raad
- dagelijkse ondersteuning van het college van B&W door de gemeentesecretaris
- maandelijks uitvoeren rechtspositieregeling voor leden van het college van B&W

### Burgemeester
- dagelijks bewaken eenheid van gemeentebeleid
- wekelijks voorzitter van het college van B&W en maandelijks of tweewekelijks voorzitter van de gemeenteraad
- jaarlijks publiceren van het burgerjaarverslag (niet meer verplicht)
- regelmatig vertegenwoordigen van de gemeente als de gemeente zaken koopt of verkoopt (het zgn. privaatrechtelijk handelen)
- incidenteel vertegenwoordigen van de gemeente in rechtszaken

### Rekenkamer
- enkele malen per jaar onderzoek doen naar uitvoering gemeentelijk beleid
- enkele malen per jaar publiceren onderzoeksrapporten
- jaarlijks verslag rekenkamer
- maandelijks uitvoeren rechtspositieregeling rekenkamerleden

### Ombudsman/commissie (de wet biedt de mogelijkheid)
- regelmatig afhandelen van verzoekschriften door de ombudsman/commissie
- maandelijks uitvoeren rechtspositieregeling ombudsman/leden ombudscommissie

### Toezicht/ goedkeuring/ schorsing/ vernietiging
- jaarlijks provinciaal toezicht op de begroting en de jaarrekening
- jaarlijks financieel toezicht door een accountant
- incidentele bestuurlijke goedkeuring door de Provincie
- incidentele schorsing/vernietiging door de Kroon

### Instrumenten
- regelmatig toepassen bestuursdwang
- jaarlijks bepalen tarieven, heffen en invorderen gemeentelijke belastingen
- wekelijks publiceren besluiten bestuursorganen

## Bevoegdheid van het gemeentebestuur
Artikel 172 betreft de lichte bevelsbevoegdheid. Daarnaast kan er op basis van de Algemene Plaatselijke Verordening (APV) gebiedsverboden worden opgelegd.
De Wet maatregelen bestrijding voetbalvandalisme en ernstige overlast (Wet MBVEO, ook bekend onder de naam Voetbalwet) heeft onder meer de Gemeentewet gewijzigd en daarbij de gemeente extra bevoegdheden gegeven.
Het nieuwe artikel 172a bepaalt dat de burgemeester aan een persoon die herhaaldelijk individueel of groepsgewijs de openbare orde heeft verstoord of bij groepsgewijze verstoring van de openbare orde een leidende rol heeft gehad, bij ernstige vrees voor verdere verstoring van de openbare orde bepaalde bevelen kan geven (dus preventief).
Gebiedsverboden kunnen nu ook langduriger opgelegd worden.
Bij een meldingsplicht dient de gestrafte supporter zich te melden op het politiebureau wanneer "zijn" of "haar" club een wedstrijd speelt.
Met deze wet heeft onder meer de burgemeester extra bevoegdheden gekregen om in te grijpen bij voetbalvandalisme en ernstige overlast. Zo kunnen zij met deze wet een langdurig gebiedsverbod en/of een meldplicht opleggen. Een bevel duurt drie maanden en kan drie keer verlengd worden tot maximaal een jaar. Daarnaast hebben burgemeesters met deze wet de mogelijkheid om kinderen te verbieden om na 20.00 uur 's avonds buiten te komen, tenzij ze worden begeleid door een ouder of voogd.
Ook kan de burgemeester ouders de opdracht geven om hun kind uit een bepaald gebied te houden. Ook de officier van justitie krijgt extra bevoegdheden.